# Стецева
Стецева́ — село в Україні, у Снятинській міській громаді Коломийського району Івано-Франківської області. До 2020 орган місцевого самоврядування — Стецівська сільська рада. Населення становить 2500 осіб.
Відповідно до Розпорядження Кабінету Міністрів України від 12 червня 2020 року № 714-р «Про визначення адміністративних центрів та затвердження територій територіальних громад Івано-Франківської області» увійшло до складу Снятинської міської громади.

## Історія
Перша згадка про Стецеву належить до другої половини XV століття. В документі, датованому 4 травня 1472 року в книгах галицького суду  зазначено, що село входить до Снятинського староства. 
У Королівській люстрації 1565 року згадується Стецева — королівське містечко, яке «лежить на кордоні волоському, і в ньому є 39 будинків», перераховуються імена і прізвища усіх 39 господарів і 7 загородників, фіксується наявність попа (отже, була й церква).
Найелементарніша версія походження назви села Стецева походить від імені Стецька (Степана). Історія становлення села, однак, свідчить про інше: село Стачева (1472) сталося замком Стачева (1579). В основі назви ім’я Станіслав або ідея стати, оснуватися, затвердитися, яка лише пізніше трансформувалася в народно-побутову форму Стецьова чи Стецева.
Поблизу Стецеви знайдено браслети доби пізньої бронзи, виявлено поселення ранньослов'янської черняхівської культури, де знайдено монету римського імператора Коммода.
У 1566 році турки й татари під час походу через Прикарпаття зруйнували й пограбували Стецеву. Великого лиха зазнало село від нападів татарських орд у 1612—1622 роках. У 1625 році вони пограбували село, а людей знищили. Лише випадково врятувалося 5 родин, які на згарищах заснували нове село. В люстрації Снятинського староства від 1629 року зазначено, що «було містечко Стецева, з котрого зараз село осаджується».
В середині XVI століття Стецівчани відбували 2 дні панщини на тиждень, а в гарячу пору сільськогосподарських робіт — 4 дні. Кожен двір платив поміщикові по 13 грошів річного чиншу, здавав по 4 маци вівса та доставляв по 2 вози дров. Відомі прізвища селян-кріпаків того часу: І. Клим, С. Вохич, С. Ковальків, Ю. Коваль, Ф. Чокан, О. Охримів. У податкових реєстрах зазначено, що кріпаки також сплачували податки державі — від кожного двора по 3 флорини 6 грошів.
У 1646 році мешканці Стецеви взяли активну участь у повстанні, яке підняли жителі Снятина.
Восени 1648 року багато стецівчан вступило до повстанського війська, очолюваного Семеном Височаном.
У XVIII столітті закріпачення посилилося. 1752 року жителі Стецеви відбували такі повинності: халупники — один день на тиждень основної панщини, комірники влітку працювали на полі, а взимку пряли пряжу; кожен двір відробляв 24 дні на рік шарваркових, 12 днів зажинків та обжинків, 4 дні на заорках та оборках; здавав щорічно поміщикові 4—5 курей, 12 яєць, платив 20 злотих за оренду землі, 20 злотих за утримання великої рогатої худоби. Крім цього, селянин сплачував церкві 2 цнт жита, 2 цнт вівса тощо.
В 1809 році Стецева належала поміщикові Фабрі. У його руках була третина кращих земель, а більшість селян не мала навіть тягла, щоб обробити свої невеличкі клаптики. На 202 двори у Стецевій припадало всього 16 коней і 146 волів.
Внаслідок Селянської реформи 1848 року за своє «звілення» мешканці Стецеви змушені були виплачувати викуп, а краща земля залишалася у власності пана Айваса. Газета «Діло» повідомляла, що в Стецевій у селян нема ні клаптя пасовиськ, що худобу вони змушені пасти на межах, бо пан привласнив громадські пасовиська. Про великі земельні володіння пана, які становили половину сільськогосподарських угідь села, свідчить польський географічний словник видання 1890 року. В ньому написано, що поміщик Айвас має 2310 моргів орної землі, 240 моргів лук, городів, пасовищ та лісу. Власність мешканців відповідно-становила 2595 і 450 моргів.
Наприкінці XIX століття у Стецеві було шість корчем.
В 1894 році відкрито двокласну школу.
Життя мешканців Стецеви, змалював у багатьох творах Василь Стефаник, який постійно мешкав тут протягом 1904-1910 років у свого тестя Кирила Гаморака. 8 листопада 1910 року він виступив на селянських зборах з викривальною промовою проти виборчої реформи. Влітку 1888 року в Стецеві побував Михайло Павлик, де познайомився з молодими тоді гімназистами Василем Стефаником та Лесем Мартовичем.
На початку серпня 1914 року в Стецеві задзвонили дзвони, які сповістили про початок першої світової війни, внаслідок чого Австро-угорським урядом мобілізовано понад 400 Стецівчан. Крім того, було конфісковано 150 пар коней з возами, багато рогатої худоби, свиней, зерна тощо. Поблизу села точилися жорстокі бої між російськими й австро-угорськими військами, під час яких було зруйновано і спалено багато будинків, знищено значну кількість худоби, посіви.
У 1934-1939 роках село було центром ґміни Стецова.
В травні 1943 р. стало відомо, що 320 чоловік з с. Стецева мають намір долучитись до 14-ї гренадерської дивізії Ваффен СС «Галичина». Яка реальна кількість змогла стати в лави формування — невідомо . 

## Населення

### Мова
Розподіл населення за рідною мовою за даними перепису 2001 року:
| Мова       | Кількість | Відсоток |
| ---------- | --------- | -------- |
| українська | 3188      | 99.50%   |
| російська  | 13        | 0.41%    |
| румунська  | 2         | 0.06%    |
| білоруська | 1         | 0.03%    |
| Усього     | 3204      | 100%     |

## Культура
2012 року в селі відбувалися зйомки української стрічки «Борода» режисера Дмитра Сухолиткого-Собчука.

## Відомі люди
- Буждиган Пилип Пилипович — український політик. Народний депутат України III та IV скликань.
- Василько Святослав — діяч ОУН та громадськой діяч українства Великої Британії; жив в Ноттінгемі.
- отець Гаморак Кирило Семенович — посол Галицького сейму, тесть Василя Стефаника.
- Грицяк Євген  (1926—2017) — один з керівників повстання в Норильских таборах 1953 року, член молодіжної організації ОУН, письменник, фотограф-портретист, художник, перекладач.
- Джуравець Роман Романович (1993—2023) — головний сержант Збройних сил України, учасник російсько-української війни.
- Лесняк Омелян (1882—1953) — український військовий діяч, командир куреня Легіону УСС, отаман Української Галицької Армії.
- Личук Володимир Іванович (1961) — доцент Івано-Франківського національного технічного університету нафти і газу, народний депутат України, голова Івано-Франківського обласного відділення Партії регіонів (квітень 2005–2008), член Політради Партії регіонів.
- Личук Юстин Тодорович — голова колгоспу, двічі Герой Соціалістичної Праці.
- Мойсик Володимир — депутат Верховної Ради України 4-ого, 5-ого, 6-ого скликань.
- Стефаник Семен Васильович — громадсько-політичний діяч, син Василя Стефаника.
- Томашевський Тома — український діяч в Канаді.
- Томашевський Ярема Ілліч — доктор медичних наук, завідувач кафедри ендокринології, заслужений професор Львівського медичного університету.
- Фокшан Василь — український громадський діяч у Австралії.